# Rogliano (Włochy)
Rogliano – miejscowość i gmina we Włoszech, w regionie Kalabria, w prowincji Cosenza.
Według danych na rok 2004 gminę zamieszkiwało 5860 osób, 142,9 os./km².